# Xerocrassa edmundi
Xerocrassa edmundi е вид коремоного от семейство Hygromiidae. Видът е застрашен от изчезване.

## Разпространение
Разпространен е в Испания.